# The Red Guy
The Red Guy is een fictieve duivel die in de animatieseries Cow and Chicken en I Am Weasel voorkomt.
The Red Guy is zoals zijn naam al zegt een duivel en vuurrood van kleur. Hij komt in allerlei gedaanten voor aangezien de duivel ook in vele gedaanten komt. Zo is hij onder andere te zien als dokter, orthodontist, politieman, sergeant, vrouw, blinde muzikant, babysitter, butler en uitbater van een milkshake annex stand-upcomedyzaak. Maar welke kleren hij ook aantrekt, hij draagt nooit een broek ('That guy with no pants!'). Zijn namen verwijzen hiernaar: Larry Lackofpants, Lance Sackless, Officer Pantsofski, Mr. Jeansbegone, Mrs. Barederriere, Hives, Bill Naatje, ...
Afwisselend praat hij vriendelijk (maar met een valse ondertoon) of schreeuwt hij. Hij is de gemenerik van de tekenfilms en probeert Cow, Chicken, Baviaan en Wezel bijna altijd een of andere loer te draaien, wat vaak nog lukt ook. Gelukkig kan Cow in Supercow veranderen om The Red Guy een lesje te leren wanneer hij te ver gaat.
In één aflevering van Cow and Chicken speelt hij zelf de hoofdrol als een fabrieksdirecteur die jarig is. Niemand komt op zijn feestje omdat hij zo gemeen is, dus houdt hij maar een feestje met zichzelf.
The Red Guy wordt ingesproken door Charlie Adler in het Engels en door Victor van Swaay in het Nederlands.